# Славица Гърковска
Славица Гърковска-Лошкова (на македонска литературна норма: Славица Грковска-Лошкова) е политик от Северна Македония, вицепремиер по политиките на добро управление.

## Биография
Родена е на 27 юли 1970 г. в град Скопие. От 1988 до 1992 г. учи в Природоматематическия факултет на Скопския университет, а след това учи магистратура по математически науки. Младши асистент е по математика в Института по математика на Природоматематическия факултет от 1993 година. Владее английски език и си служи с руски и български език. Член е на Социалдемократическия съюз на Македония. Депутат е в Събранието на Северна Македония от септември 2002 до юни 2011 г. През 2011 г. напуска асистентското си място. От 16 януари 2022 г. е вицепремиер по политиките на добро управление в правителството на Димитър Ковачевски.